# Sky Atlantic
Sky Atlantic es un canal de televisión temático italiano propiedad del grupo Sky Italia, dedicado íntegramente a las series de televisión. Sintonizado en los canales 110 y 111, se posiciona dentro del paquete "Sky TV". El director de Sky Atlantic es Mattia Mariotti.

## Historia
Las retransmisiones de Sky Atlantic comienzan el 9 de abril de 2014 con una serie estadounidenese, House of Cards. A diferencia de los demás canales de la plataforma Sky Italia, Sky Atlantic retransmitía al principio 18 horas al día ( el resto del tiempo retransmitía trailers y promociones ), hasta que en mayo de 2016 pasó a retransmitir contenido las 24 horas del día.
El 3 de abril de 2014 se anunció un acuerdo de tres años entre Sky y HBO (acuerdo luego renovado) para la retransmisión de series de televisión por cable estadounidenses, como Game of Thrones y otros títulos del momento, pero también series de biblioteca como Six feet under, Big Love, The Wire, Carnivàle, Entourage y miniseries como Band of Brothers, Empire Falls y The Pacific.
Sky Atlantic produce series originales como la conocida Gomorra, que debutó en el canal pocas semanas después de su lanzamiento, 1992 (seguida de 1993 y 1994 ), The Young Pope, creada y dirigida por Paolo Sorrentino (seguida de The New Pope ) y las nuevas temporadas de In Treatment.
Del 7 al 24 de marzo de 2015, con motivo de la llegada de la serie 1992, Sky Atlantic +1 HD se convierte en "Sky Atlantic 1992", que emite algunos de los programas más conocidos entre los emitidos en Italia ese año, como Baywatch., Beverly Hills 90210, Melrose Place , El príncipe de Bel-Air, Ley y orden, Ocho bajo un mismo techo y Agli ordini papà. 
Del 3 al 6 de abril Sky Atlantic +1 HD se convirtió en el canal Sky Atlantic Il Trono di Spade HD, un nombre novedoso para que presenta las tres primeras temporadas de la conocida serie de televisión . 
El 10 de septiembre de 2015, Sky Atlantic renueva su logotipo y gráficos, pasando del rojo/burdeos al azul y conformándose a las versiones británica y alemana.
En enero de 2016, Sky firmó un acuerdo con CBS que permite a Sky Atlantic transmitir series de televisión producidas y distribuidas por el canal de televisión estadounidense Showtime, incluidas Billions, Twin Peaks y The Affair . 
Del 29 de octubre al 20 de noviembre de 2016, Sky Atlantic +1 HD se convierte en Sky Generation HD.
Entre los canales temporales que han aparecido a lo largo de los años: Sky Atlantic Rocks (en enero de 2016, para el lanzamiento de Vinyl ), Sky Mario HD (en mayo de 2016, para el lanzamiento de la serie Corrado Guzzanti ¿Dónde está Mario? ) y Sky Originals ( creado en noviembre de 2018 para celebrar los 10 años de Romanzo Criminale y la serie Sky original). 
También puede decirse que el 1 de junio de 2018 el canal llega también en digital terrestre a la plataforma Mediaset Premium .
Del 1 de abril al 7 de mayo de 2020, Sky Atlantic +1 HD se convierte en Sky Atlantic Maratone.  Ese mismo año debutaron las nuevas series ZeroZeroZero, Diavoli y Romulus.
Desde el 1 de abril de 2021 también puede verse en HD en Sky Go.

## Logos

## Entradas relacionadas
- Sky Italia

- Datos: Q16606774
- Multimedia: Sky Atlantic (Italy) / Q16606774